# Леопольдо Вальєхос
Леопольдо Вальєхос (ісп. Leopoldo Vallejos, нар. 16 липня 1944) — чилійський футболіст, що грав на позиції воротаря за низку чилійських команди, з якими сумарно п'ять разів ставав чемпіоном Чилі, а також за національну збірну Чилі.

## Клубна кар'єра
У дорослому футболі дебютував 1964 року виступами за команду клубу «Універсідад Католіка», в якій провів сім сезонів, протягом яких двічі вигравав національну першість країни. 
Ще два чемпіонства здобув у складі клубу «Уніон Еспаньйола», за який грав протягом 1971–1975 років.
Згодом з 1976 по 1985 рік грав у складі команд клубів «Евертон» (Вінья-дель-Мар), «О'Хіггінс», «Евертон» (Вінья-дель-Мар), «Аудакс Італьяно» та «Сан-Маркос де Аріка». У складі «Евертона» здобув свій останній, п'ятий, титул чемпіона Чилі.
Завершив професійну ігрову кар'єру 1987 року у клубі «Універсідад Католіка», у складі якого її свого часу й починав.

## Виступи за збірну
1968 року дебютував в офіційних матчах у складі національної збірної Чилі.
Був основним голкіпером збірної на чемпіонаті світу 1974 року у ФРН, де чилійці завершили боротьбу вже на груповій стадії. Наступного року був учасником тогорічного розіграшу Кубка Америки, де разом з командою здобув «срібло».
Загалом протягом кар'єри у національній команді, яка тривала 10 років, провів у формі головної команди країни 19 матчів.

## Титули і досягнення
- Чемпіон Чилі (5):

«Універсідад Католіка»: 1966, 1987
«Уніон Еспаньйола»: 1973, 1975
«Евертон» (Вінья-дель-Мар): 1976